# Helius (Helius) obsoletus
Helius (Helius) obsoletus is een tweevleugelige uit de familie steltmuggen (Limoniidae). De soort komt voor in het Afrotropisch gebied.